# William Young Craig
William Young Craig (Haggerston, maggio 1827 – Wrexham, 1924) è stato un imprenditore e politico inglese.

## Biografia
William Young Craig era figlio di John Craig, originario di Burntisland, Fife, ma nato a Haggerston, un villaggio nei pressi di Lindisfarne, nel Northumberland. Dopo la laurea in ingegneria, divenne ingegnere minerario e iniziò ad acquistare alcune miniere di ferro e di carbone nel nord dello Staffordshire. Divenne presidente del North Staffordshire Institute of Mining and Mechanical Engineers tra il 1879 ed il 1880.
Alle elezioni generali del Regno Unito nel 1880, Craig fu eletto membro del parlamento per la circoscrizione elettorale di North Staffordshire, nella quale rimase sino alla sua abolizione nel 1885. Negli anni '80 dell'Ottocento acquistò inoltre l'area mineraria di Brynkinalt presso Chirk.
Craig morì a Wrexham all'età di 96 anni.
Craig aveva sposato Harriet Milton Stanney, figlia del capitano Richard Stanney, originario dell'Isola di Wight, nel 1857. La loro figlia, Jean, sposò sir Walter Palmer, I baronetto, anch'egli parlamentare. Craig fu  bisnonno materno di Anthony Brooke, erede al trono di Sarawak.